# Фюрнберг, Фридль
Зигфрид «Фридль» Фюрнберг (нем. Siegfried «Friedl» Fürnberg; 16 мая 1902, Эггенбург — 27 апреля 1978, Москва) — генеральный секретарь Коммунистической партии Австрии, участник антифашистского партизанского движения в Словении.

## Биография
С 1904 года семья Фюрнбергов проживала в Вене. Отец Фридля Фюрнберга погиб на фронте в Первую мировую войну. Окончив школу, Фридль поступил учиться на техника, но был вынужден оставить учёбу, чтобы помогать матери. Октябрьская революция 1917 года в России произвела на юного Фюрнберга неизгладимое впечатление, и он решил стать профессиональным революционером. После отречения Габсбургской династии и провозглашения в Австрии республики в ноябре 1918 года Фюрнберг вступил в Социал-демократическую партию Австрии, а в марте 1919 года — в Коммунистическую партию Австрии. С 1920 года участвовал в создании молодёжной группы, с 1921 состоял в ЦК Коммунистического союза молодёжи Австрии, а с 1924 года — в ЦК КПА. С 1922 года Фюрнберг участвовал в работе Коммунистического интернационала молодёжи и в 1928 году был избран его секретарём.
Фридль Фюрнберг выдвинулся в лидеры Компартии Австрии в 1930-е годы после февральских боёв 1934 года и аншлюса Австрии в марте 1938 года, когда австрийские коммунисты, правильно оценив политическую ситуацию, добились небывалой для Первой Австрийской Республики поддержки от рабочего класса. После запрета деятельности КПА в 1933 году Фюрнберг неоднократно подвергался арестам и в 1936 году по приговору суда по делу против социалистов был заключён в лагерь Вёллерсдорф. Фюрнбергу и Францу Хоннеру удалось бежать и по решению партии они выехали из страны, присоединившись к значительной части руководства КПА во главе с Иоганном Копленигом.
Члены ЦК КПА, собравшиеся вокруг Иоганна Копленига и Фридля Фюрнберга в гостинице «Люкс» в Москве, внесли значительный вклад в дело послевоенного восстановления независимости Австрии. Благодаря их влиянию мнение руководства СССР в отношении аншлюса Австрии претерпело кардинальные изменения. Если до начала Великой Отечественной войны Сталин причислял австрийцев к немцам и оправдывал аншлюс Австрии национальной идеей немцев, то уже в декабре 1941 года на встрече с британским министром Иденом Сталин поставил вопрос о восстановлении Австрии как независимого государства. Эта цель была также закреплена в Московской декларации трёх держав антигитлеровской коалиции, подписанной 30 октября 1943 года, на которой последовательно настаивал именно Советский Союз, противостоя планам Черчилля и Рузвельта превратить Австрию в государственное образование в составе Южной Германии вместе с Баварией и Баден-Вюртембергом. Во время эмиграции в Москве Фридль Фюрнберг вместе с другими австрийскими коммунистами занимался пропагандистской работой на радио, выпуском листовок, связной деятельностью и политической работой с военнопленными вермахта. Более активная деятельность началась осенью 1944 года, когда после предварительной подготовки, проводившейся совместно с ответственными советскими и югославскими функционерами и партизанами Тито, Фридль Фюрнберг, Франц Хоннер и некоторые другие австрийские коммунисты осенью 1944 года десантировались с советских самолётов на освобождённой территории Словении. Фридль Фюрнберг непосредственно занимался формированием первого австрийского «батальона свободы» и участвовал в первых боях.
После войны проживал в Вене. Умер в апреле 1978 года в Москве.

## Награды
- Орден Октябрьской Революции (15 мая 1972 года).

## Сочинения
- Die Ereignisse in Österreich. Der Kampf für die Unabhängigkeit und Freiheit, in angebl. (Hubert Schrade), Tarnschrift: Bauten des Dritten Reiches. Vorgeblich: Bibliographisches Institut, Leipzig o. J. [1938], Meyers Bild-Bändchen, 35.- S. 40-45.
- Die Judenfrage und der Antisemitismus, in angebl. Gerhard Riebicke, Tarnschrift: Das Sportphoto. 6. — 10. Tsd., vorgeblich Knapp, Halle o. J. [1938], S. 23-37. Reihe Der Fotorat, 29. (tatsächlich: «Die Kommunistische Internationale» 1938, 9).
- Die geschichtliche Erfahrung verlangt die Einheit der Arbeiterklasse. Zum 50. Jahrestag des Hainfelder Parteitags, in (Tarnschrift) Schach. Praktischer Leitfaden des Schachspiels. vorgeblich Friedrich M. Hörhold, Leipzig o. J. [1939], S. 51-56 (tatsächlich: «Die Kommunistische Internationale» 1939, 1).
- Ein Jahr Hitlerherrschaft in Österreich in (Tarnschrift): Die Fledermaus. Operetten-Führer. Verlag für Kunst und Wissenschaft Albert Otto Paul o. O. [1939], Reihe: Miniatur-Bibliothek, 1501. S. 38-52.
- Im Kampf für ein sozialistisches Österreich, KPÖ, Wien 1952. Sonderdruck.
- Die Zweite Republik bis zum Abschluß des Staatsvertrages 1945—1955.
- 50 Jahre. Die Sozialistische Oktoberrevolution und Österreich. Globus, Wien 1962.
- Geschichte der Kommunistischen Partei Österreichs 1918—1955. Kurzer Abriss. Globus, Wien 1977.